# Südostasienspiele 1961/Badminton – Dameneinzel
Titelträger im Badminton wurden bei den Südostasienspielen 1961 in Rangun in fünf Einzel- und zwei Mannschaftsdisziplinen ermittelt. Die Spiele fanden vom 11. bis zum 16. Dezember 1961 statt. Folgend die Ergebnisse im Dameneinzel.

## Ergebnisse
| Platz | Team                | Pld | W | L | MF | MA | MD | GF | GA | GD | PF | PA | PD  | Pts | Ergebnis |
| ----- | ------------------- | --- | - | - | -- | -- | -- | -- | -- | -- | -- | -- | --- | --- | -------- |
| 1     | Tan Gaik Bee        | 2   | 2 | 0 | 0  | 0  | 0  | 4  | 1  | +3 | 51 | 22 | +29 | 2   | Gold     |
| 2     | Pachara Pattabongse | 2   | 1 | 1 | 0  | 0  | 0  | 3  | 2  | +1 | 48 | 31 | +17 | 1   | Silber   |
| 3     | Sio Chin Chu        | 2   | 0 | 2 | 0  | 0  | 0  | 0  | 4  | −4 | 3  | 44 | −41 | 0   | Bronze   |

| Datum        | Zeit  | Spieler 1           | Resultat | Spieler 2           | Satz 1 | Satz 2 | Satz 3 |
| ------------ | ----- | ------------------- | -------- | ------------------- | ------ | ------ | ------ |
| 13. Dezember | 18:30 | Pachara Pattabongse | 2–0      | Sio Chin Chu        | 11–2   | 11–0   |        |
| 13. Dezember | 19:00 | Tan Gaik Bee        | 2–0      | Sio Chin Chu        | 11–0   | 11–1   |        |
| 14. Dezember | 18:00 | Tan Gaik Bee        | 0–2      | Pachara Pattabongse | 6–11   | 12–11  | 11–4   |